# Rose Atoll
Rose Atoll (zwany również Rose Island) – atol położony w archipelagu Samoa, administracyjnie należący do Samoa Amerykańskiego. Atol ma powierzchnię 0,214 km² i otacza wewnętrzną lagunę o powierzchni około 5 km². W skład atolu wchodzą dwie wyspy: Rose Island oraz Sand Island.
Atol jest bezludny, jednak stanowi osobną jednostkę administracyjną Samoa Amerykańskiego zwaną Rose Island. 
Atol został odkryty w 1722 przez holenderskiego kapitana Jacoba Roggeveene i nazwany Vuyle Eylandt (Wyspa Ptaków). W 1819 Francuz Louis de Freycinet nadał atolowi obecną nazwę, a w 1904 został on zaanektowany przez Stany Zjednoczone i przyłączony do administrowanej przez nie części archipelagu Samoa. W 1973 roku na atolu został utworzony rezerwat Rose Atoll National Wildlife Refuge. 

## Galeria

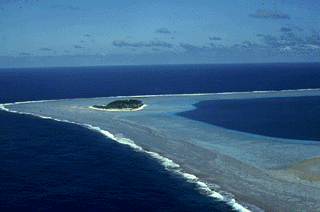
Widok z lotu ptaka na Rose Island
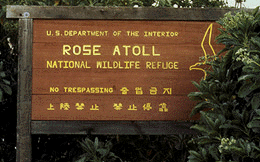
Tablica informująca o rezerwacie